# Ерік Ервіґ
Ерік Ервіґ (норв. Erik Ørvig, 3 вересня 1895 — 8 жовтня 1949) — норвезький яхтсмен.
Олімпійський чемпіон 1920 року в класі 12 метрів (правила 1919 року).